# 미시하세
미시하세(みしはせ) 또는 아시하세(あしはせ)는 『일본서기』, 『속일본기』에 기록된 민족이다. 한자로는 숙신(粛慎)이라고 쓰며, 중국 사료에 등장하는 퉁구스계 민족 숙신과 표기가 같다. 양자 사이의 관계는 불분명하며 제설이 있다. 
일본 사료에 등장하는 이 “숙신”은 일본식 독법도 “미시하세”와 “아시하세” 중 어느 쪽이 맞는지 정해지지 않았다. 미(ミ)음을 나타내는 헨타이가나와 아(ア)음을 나타내는 가타가나의 자형이 비슷해서 빚어지는 혼란이다.
사료상에 이 “숙신”이 등장하는 부분은 크게 다음 세 가지다.
1. 긴메이 천황 때 사도가섬에 숙신이 온 일
2. 사이메이 천황 때 아베노 히라후가 숙신을 토벌한 일
3. 텐무 천황과 지토 천황 때 숙신이 내방하여 관위를 내려준 일

이 “숙신”의 정체가 무엇인지에 대해서는 다음과 같은 제설이 있다.
- 일본 동쪽의 에미시를 가리킨 것이라는 설. 에미시를 굳이 숙신이라고 부른 이유는 중국고전에서 동이족을 가리킨 유서깊은 이름이기 때문이라는 설이다.
- 중국 사료에 등장하는 바로 그 퉁구스계 민족 숙신이라는 설. 흑수말갈 유적에서 출토된 유물과 동시대의 사할린(유귀국?)에서 출토된 유물에 공통성이 있어서 최소한 양자 사이의 교역은 있었을 것으로 보인다.
- 에미시와도 다르고, 중국 사료에 기록된 “숙신”과도 다른 제3의 민족이라는 설. 니브흐나 알류트, 혹은 지금은 소멸한 민족이라는 설이다.
- 과거 숙신이라고 불린 고구려-발해 북동부 지역의 누군가가 동해바다를 건너온 것이라는 설
- 오호츠크 문화인이라는 설

## 『일본서기』 출전

### 긴메이조 기사
숙신에 대한 일본의 가장 오래된 기록은 긴메이 5년(서기 544년) 12월의 것이다. 사도가섬에 숙신인이 찾아왔다고 적혀 있다.

### 사이메이조 기사
사이메이 천황 시대의 야마토 조정은 동쪽에서 흥성하는 에미시를 지배하려는 정책을 펼쳤다. 그 일환으로 고시국 국수(国守) 아베노 히라후가 여러 차례 에미시를 토벌했고 숙신 또한 토벌했다. 『일본서기』에는 아베노 히라후의 이민족 정토에 관한 기사가 다음 6건 있다.
- 사이메이 4년(658년) 4월: 180척의 배를 이끌고 에미시를 토벌하다.
- 사이메이 4년(658년), 월일 불명. 숙신을 토벌하고 불곰을 진상하다.
- 사이메이 5년(659년) 3월: 180척의 배를 이끌고 에미시를 토벌하다.
- 사이메이 5년(659년) 3월: 숙신을 토벌하고 포로를 헌상하다.
- 사이메이 6년(660년) 3월: 숙신을 토벌하다
- 사이메이 6년(660년) 5월: 숙신 포로를 헌상하다.

『일본서기』에 실린 숙신 토벌 기사는 모두 천편일률인데, 토벌기간도 모두 3-4월로 되어 있다. 그래서 이 기사들 가운에 몇 건이나 실제로 있었는지 제설이 있다. 가령 모토오리 노리나가는 토벌은 한 번 뿐이었고, 4년, 5년, 6년에 세 번 간 것처럼 적힌 것은 임신의 난 등으로 인한 기록 혼란으로 토벌 시기가 세 종류로 전승되었고 『일본서기』 편자가 세 전승을 무비판적으로 모두 실었기 때문이라고 주장했다.
또한 아베노 히라후가 숙신을 토벌하러 간 곳이 와타리섬(渡島)이라고 하는데, 그것이 어디인지 확실하지 않다. 다만 불곰은 일본 본섬에 살지 않고 홋카이도나 사할린에만 있다. 불곰을 진상했다는 기록이 있는 것으로 보아 와타리섬이 홋카이도라는 설이 있다. 다만 불곰은 북반구 다른 곳에도 널리 서식해서 이마저도 확실하지 않다.

### 텐무-지토조 기사
텐무 5년(676년) 11월에는 신라 사절이 숙신을 동반하여 내방했다는 기록이 있고, 지토 8년(694년)에는 일본에 찾아온 숙신인에게 관위를 내려주었다는 기록이 있다. 이 관위를 받았다는 숙신은 신라 사절과 함께 온 이들로 여겨진다. 또한 지토 10년(696년)에는 에미시와 더불어 숙신에게 하사품을 내린 기록이 있다.